# بلايريو 110
بلايريو 110 (بالإنجليزية: Blériot 110)‏ هي طائرة بحوث بمحرك واحد، لها سجل في قطع المسافات الطويلة. أنتجت في فرنسا. من صناعة بلايريو ايروناتيك. كان أول طيران لها في 16 مايو 1930، ولقد صنع منها طائرة واحدة فقط.